# San Esteban (kommun i Chile, Región de Valparaíso)
San Esteban är en kommun i Chile.   Den ligger i provinsen Provincia de Los Andes och regionen Región de Valparaíso, i den södra delen av landet, 90 km norr om huvudstaden Santiago de Chile.
Trakten runt San Esteban är ofruktbar med lite eller ingen växtlighet. Runt San Esteban är det ganska glesbefolkat, med 42 invånare per kvadratkilometer.